# Äppelsnäckor
Äppelsnäckor (Ampullariidae) är en familj av tropiska och subtropiska snäckor. Många av arterna är populära i akvaristiken. Pomacea bridgesii och Pomacea diffusa är särskilt populära när i motsats till de flesta andra arter kan hållas tillsammans med växter utan att äta upp dem. Flera arter betraktas som skadedjur. Äppelsnäckor kan också tillagas som mat, och anses på vissa ställen som en delikatess.

## Anatomi

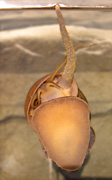
Pomacea canaliculata som andas genom en snorkel.

Äppelsnäckor är mycket väl anpassade till tropiska regioner som växlar mellan torr och regnperiod. De har en viss förmåga att förflytta sig över land, och de har ett "lock" (gällock) att stänga skalet med så de inte torkar ut medan de gömmer sig i leran genom den torra perioder.
En av de typiska anpassningarna är det grenade andningsorganet på höger sida av snäckans kropp. Det kan jämföras med gälar på en fisk, och de använder den för att andas under vattnet. Dessutom har de en lunga på vänster sida eftersom de andas luft. I samband med lungan har Pomacea och Pila sniglar en snorkel som de använder för att andas luft utan att lämna vattnet, så att de inte äts av fåglar. Denna gäl / lung kombination ökar aktionsradie på snigel när de letar efter mat. Det ingår i deras naturliga beteende att lämna vattnet när det är för lite mat under ytan.
Äppelsnäckor finns i olika ekosystem: dammar, kärr och floder. Även om de ibland lämna vattnet, tillbringar de flesta av sin tid under vattnet. Nervsystemet har elva ganglier, alla med sina specialiserade uppgifter.

## Fortplantning
Till skillnad från många andra snäckor, är inte äppelsnäckor hermafroditer. Flera av äppelsnäck-släkten (Pomacea, Pila och Asolene / Pomellen) lägger sina ägg ovanför vattenytan i kluster. Denna märkliga strategi skyddar äggen från att bli uppätna av fiskar och andra vattenlevande varelser.